# Донец, Александр Алексеевич
Александр Алексеевич Донец (1 августа 1909, ст. Староминская, Кубанская область,  Российская империя — 15 октября 1979, Ставрополь, РСФСР, СССР) — советский военачальник, генерал-майор (02.11.1944).

## Биография
Родился 1 августа 1909 года в станице  Староминская (ныне  Краснодарский край,Россия) в семье казака-фельдшера Алексея Донец.  Русский. В августе 1929 года окончил педагогические курсы в Краснодаре и работал учителем в сельской школе в селе Елизаветинское Староминского района. С ноября 1929 года по сентябрь 1930 года проходил подготовку в советской партийной школе в городе Таганрог, затем был инспектором районного отдела народного образования в станице Староминская.

### Военная служба

#### Межвоенные годы
В ноябре 1931 года призван в РККА и зачислен курсантом в команду одногодичников при 65-м стрелковом полку 22-й Краснодарской стрелковой дивизии СКВО в городе Новороссийск. По окончании с ноября 1932 года служил в 9-й Донской стрелковой дивизии командиром пулеметного взвода 26-го стрелкового полка (г. Ейск), с мая 1934 года — пом. командира и командиром роты 25-го стрелкового полка в Таганроге (позднее переименован в 112-й стрелковый в составе 38-й стрелковой дивизии). С октября 1939 года исполнял должность начальника полковой школы 112-го стрелкового полка 38-й стрелковой дивизии, переименованного затем в 380-й стрелковый в составе 171-й стрелковой дивизии. В марте 1941 года назначен начальником штаба 713-го стрелкового полка этой дивизии.

#### Великая Отечественная война
С началом  войны в июле 1941 года капитан  Донец вступил в командование этим же 713-м стрелковым полком. В том же месяце дивизия была переброшена на Юго-Западный фронт и в августе 1941 года включена в 37-ю армию, заняв оборону по левому берегу реки Днепр в районе нас. пункта Жеребятин. В ходе Киевской оборонительной операции она в составе войск фронта оказалась в окружении и фактически была разгромлена.
12 ноября 1941 года  назначается заместителем командира 404-го стрелкового полка 176-й стрелковой дивизии. В составе войск 12-й армии и оперативной группы генерала Ф. В. Камкова участвовал с ним в Донбасской оборонительной, Ростовских оборонительной и наступательной операциях. В марте 1942 года принял командование 591-м стрелковым полком этой же дивизии. Летом она в составе той же армии отражала наступление противника в большой излучине Дона в районах города Ворошиловск (бывший Алчевск), Ворошиловград и далее, отходя к р. Дон. В дальнейшем ее части вели бои за города Батайск, Буденновск, у Маныча и Минеральных Вод. Затем, войдя в состав 37-й армии Закавказского фронта, дивизия сосредоточилась в районе города Моздок, где отражала попытки противника прорваться к Главному Кавказскому хребту. За активное участие в Моздок-Малгобекской и Нальчикско-Орджоникидзевской оборонительных операциях дивизия была награждена орденом Красного Знамени. С октября 1942 года подполковник Донец исполнял должность заместителя командира 176-й стрелковой дивизии.
С ноября 1942 года по июнь 1943 года находился на учебе в Высшей военной академии им. К. Е. Ворошилова, по окончании ее ускоренного курса назначен начальником штаба 88-й стрелковой дивизии Западного фронта. В августе — сентябре 1943 года ее части в составе 45-го стрелкового корпуса 31-й армии принимали участие в Смоленской, Ельнинско-Дорогобужской и Смоленско-Рославльской наступательных операциях в направлении городов Сафоново и Ярцево. С октября дивизия в составе армии находилась в обороне.
С 6 февраля 1944 года принял командование 144-й стрелковой дивизией. Ее части в составе 33-й и 5-й (с 15 апреля) армий Западного и 3-го Белорусского (с 23 апреля) фронтов вели наступательные и оборонительные бои в районе Мяклово (юго-восточнее г. Витебск). В мае дивизия была выведена на пополнение в резерв фронта. С 1 июля 1944	года она в составе 5-й армии участвовала в Белорусской, Вильнюсской и Каунасской наступательных операциях. За освобождение города Вильнюс дивизии было присвоено наименование «Виленская» (13.07.1944). В октябре 1944 года дивизия под его командованием успешно действовала в Гумбинненской операции, в ходе которой овладела городами Кибартай и Эйдкунен. За успешные бои по прорыву обороны немцев и вторжение в Восточную Пруссию она была награждена орденом Суворова 2-й ст. В последующих боях ее части прорвали оборону немцев на Каттенауских высотах и овладели Гумбинненским укрепленным рубежом. Указом ПВС СССР от 19 февраля 1945 года за эти бои дивизия награждена орденом Кутузова 2-й ст. С 22 января 1945 года она в составе 5-й армии 3-го Белорусского фронта участвовала в Восточно-Прусской, Инстербургско-Кенигсбергской наступательных операциях, в ходе которой прорвала оборону немцев в Инстербургском укрепленном районе и овладела городами Инстербург (22 января) и Алленбург (26 января). 28 января 1945 года в районе города Фридланд генерал-майор  Донец был тяжело ранен и до ноября находился на лечении в госпитале.
За время войны комдив Донец был девять раз упомянут в благодарственных в приказах Верховного Главнокомандующего.

#### Послевоенное время
После войны с декабря 1945 года занимал должности военного комиссара Туркменской ССР, с апреля 1953 года — Орловского областного военного комиссариата. Депутат Верховного Совета Туркменской ССР 3-го созыва (февраль 1951- май 1953). С июля 1954 года был начальником Куйбышевских КУОС местных органов военного управления (директивой Главного штаба Сухопутных войск от 25.5.1957 г. переименованы в Центральные офицерские курсы местных органов военного управления). 3 марта 1960 года генерал-майор  Донец уволен в отставку по болезни.
Умер 15 октября 1979 года. Похоронен на Игнатьевском (Сажевом) кладбище города Ставрополя.

## Награды
- три ордена Красного Знамени (08.10.1942[7],  24.09.1944[8],  19.11.1951[9])
- орден Суворова II степени (19.04.1945)[10]
- орден Отечественной войны I степени (25.10.1943)[11]
- орден Красной Звезды (30.04.1947)[9]
  - медали в том числе:
  - «За оборону Киева» (1962)
  - «За оборону Кавказа» (1945)
  - «За победу над Германией в Великой Отечественной войне 1941—1945 гг.» (1945)
  - Медаль «За взятие Кёнигсберга» (1945)
  - «Ветеран Вооружённых Сил СССР» (1976)

Приказы (благодарности) Верховного Главнокомандующего в которых отмечен А. А. Донец.
- За форсирование реки Березина, и овладение штурмом городом и крупным узлом коммуникаций Борисов — важным опорным пунктом обороны немцев, прикрывающим подступы к Минску. 1 июля 1944 года. № 126.
- За освобождение столицы Литовской Советской Республики города Вильнюс от фашистских захватчиков. 13 июля 1944 года № 136.
- За овладение штурмом городом и крепостью Каунас (Ковно) – оперативно важным узлом коммуникаций и мощным опорным пунктом обороны немцев, прикрывающим подступы к границам Восточной Пруссии. 1 августа 1944 года № 161.
- За прорыв долговременной, глубоко эшелонированной обороны немцев, прикрывавшей границы Восточной Пруссии, вторжение в пределы Восточной Пруссии и овладение мощными опорными пунктами обороны противника — Ширвиндт, Наумиестис (Владиславов), Виллюнен, Вирбалис (Вержболово), Кибартай (Кибарты), Эйдткунен, Шталлупёнен, Миллюнен, Вальтеркемен, Пиллюпёнен, Виштынец, Мелькемен, Роминтен, Гросс Роминтен, Вижайны, Шитткемен, Пшеросьль, Гольдап, Филипув, Сувалки. 23 октября 1944 года. № 203.
- За овладение штурмом укреплёнными городами Пилькаллен, Рагнит и сильными опорными пунктами обороны немцев Шилленен, Лазденен, Куссен, Науйенингкен[12], Ленгветен, Краупишкен, Бракупёнен. 19 января 1945 года № 231.
- За овладение штурмом в Восточной Пруссии городом Инстербург – важным узлом коммуникаций и мощным укрепленным районом обороны немцев на путях к Кенигсбергу. 22 января 1945 года. № 240.
- За овладение городами Восточной Пруссии Тапиау, Алленбург, Норденбург и Летцен — мощными опорными пунктами долговременной оборонительной полосы немцев, прикрывающей центральные районы Восточной Пруссии. 26 января 1945 года. № 255.
- За овладение штурмом городами Хайльсберг и Фридланд — важными узлами коммуникаций и сильными опорными пунктами обороны немцев в центральных районах Восточной Пруссии. 31 января 1945 года. № 267.
- За завершение ликвидации окружённой восточно-прусской группы немецких войск юго-западнее Кёнигсберга. 29 марта 1945 года. № 317.